# دار المحفوظات العمومية (مصر)
دار المحفوظات العمومية المصرية من أقدم دور المحفوظات في العالم إذ يرجع تاريخ إنشائها إلى 1829 على يد محمد علي باشا تحت اسم الدفتر خانة بهدف حفظ السجلات الرسمية للدولة بالقلعة. تتبع الدار حالياً مصلحة الضرائب العقارية إحدى مصالح وزارة المالية وتزخر بنحو 150 مليون مستند رسمي وبها مكتبة نادرة تضم 10833 كتاب وجميع معاهدات مصر أيام الدولة العثمانية و27500 خريطة نادرة لمصر والعالم.

## التاريخ
أنشأت دار المحفوظات في مايو 1829 في عهد محمد علي باشا لحماية الوثائق والأوراق الرسمية من الضياع والسرقة ويكون مقرها القلعة وسميت في بادئ الأمر الدفتر خانة وكانت تتبع قلم الخزانة التابع للديوان الخديوي ثم أطلق عليها الدفتر خانة المصرية لتميزها عن مثيلتها في اسطانبول بتركيا وتبعت بعد ذلك ديوان المالية في فبراير 1857 ثم انتقلت تبعيتها إلى نظارة الداخلية في 1876 ثم ألحقت مرة أخرة بنظار المالية سنة 1905 وأحيلت إلى مراقبة الأموال المقررة (مصلحة الضرائب العقارية حالياً) وسميت في ذلك الوقت بدار المحفوظات المصرية ثم أطلق عليها دار المحفوظات العمومية سنة 1935.

## التنظيم

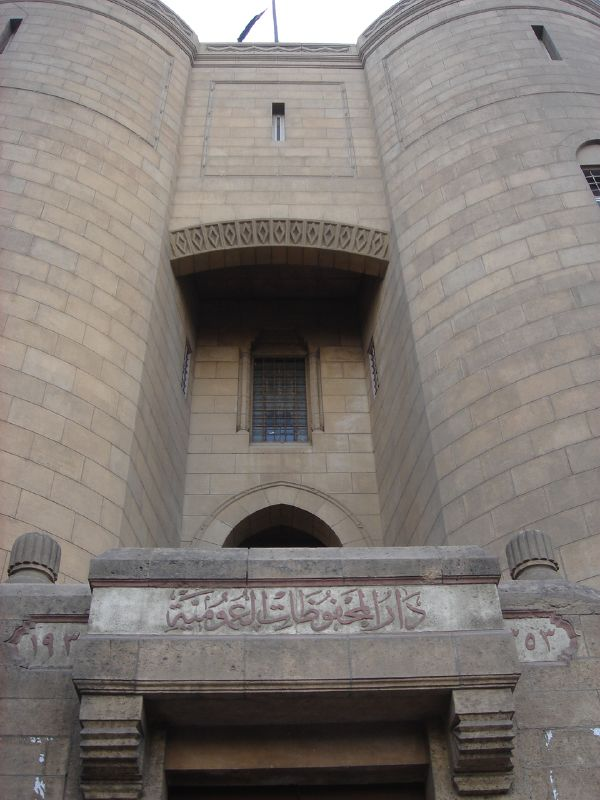

المبنى الأول (دار المحفوظات): أنشئ قديماً سنة 1829 ومدخله يواجه القلعة مباشرة ويتكون من طابقين على شكل مربع يتوسطه فناء. يضم هذا المبنى:
- دفاتر المواليد والوفيات والتطعيم: وهي دفاتر لجميع المواليد والوفيات على مستوى الجمهورية ويبدأ دفاتر بعض المحافظات بها من سنة 1838 وتنتهي جميع الدفاتر حتى سنة 1961.
- دفاتر المكلفات: وتضم مكلفات الأطيان من سنة 1905، إجمالي الناحية من سنة 1905، المساحة المعتمدة 1901-1907، الجرد للعقارات من سنة 1902، مكلفة العوائد من سنة 1902، الميزانية المعتمدة 1901-1907).
- المكتبة: تضم 10833 كتاب من أهمها (جريدة الوقائع المصرية من سنة 1885، الديكريتو "قرارات الخديوي"، اتفاقيات السفراء بوزارة الخارجية، الإحصاء السنوي العام للقطن المصري من سنة 1911، معاهدات بين مصر وبعض الدول الأجنبية، قانون البوليس المصري القديم، الدليل الجغرافي للقطن المصري).

المبنى الثاني (محفوظات الدفتر خانة): وتضم مجموعة من الوثائق:
- دفاتر بيت المال المختصة بالتركات.
- دفاتر المواليد والمطعمين الخاصة بوزارة الصحة.
- دفاتر المتوفين وبلاغات الوفاة.
- دفاتر تعداد سنة 1264هـ عن الأهالي والعربان.
- وزارة العدل
  - 103960 مجلد لأحكام (المدني، الجنائي، التجاري) من سنة 1894 وحتى سنة 1960.
  - المضابط الشرعية من سنة 1021هـ وحتى 1914م.
  - القضايا الحسبية والشرعية حتى سنة 1956.
- وزارة التربية والتعليم
  - 3261 سجل خاص بالإدارة العامة للامتحانات من سنة 1894 وحتى سنة 1962.
  - سجلات التعليم العالي.
  - سجلات مصروفات التلاميذ.
- الهيئة العامة للتأمين والمعاشات
  - 15695 ملف خاص بملفات خدمة العاملين بالحكومة المصرية من سنة 1830 وحتى سنة 1959.
  - سجلات التعليم العالي.
  - مكافأة نهاية الخدمة.
- وزارة الصحة
  - سجلات القومسيون الطبي العام بالقاهرة.
  - دفاتر المواليد والوفيات بأنواعها.
- وزارة الري والأشغال العمومية
  - 5810 محفظة تخص تفاتيش الري.
  - محافظ المنافع العامة.
- وزارة الداخلية
  - دفاتر قيد التراخيص للطوائف من سنة 1859.
  - دفاتر بصمة الأختام من سنة 1894.
  - دفاتر إخطارات عن محلات مكلفة للراحة من سنة 1917.
  - دفاتر قيد تراخيص العربات من سنة 1925.
  - دفاتر محافظ الأحوال الشخصية من سنة 1900.
  - دفاتر قيد التراخيص للطوائف من سنة 1895.
  - دفاتر أحوال العمد والمشايخ من سنة 1890.
  - دفاتر قيد العربان الوافدين إلى مصر.
  - دفاتر عتق الرقيق.
- مصلحة الأملاك الأميرية
  - 2280 محفظة تخص الأملاك الأميرية.
  - 1350 محفظة تمثل نحو 27000 خريطة تخص الخرائط المساحية (كان منها خرائط استخدمت في قضية طابا).
- الجهاز المركزي للمحاسبات
  - محفوظات الجهاز.
  - استمارات ماهيات الهيئات الحكومية.
- وزارة الدفاع
  - 38460 من محافظ الفروع المالية تزن نحو 230760 طن.
  - مخزن التجنيد (القرعة) العسكرية من سنة 1885.
  - محفوظات السجلات الطبية العسكرية.
  - محفوظات وزارة الدفاع.

## الملاحظات
1. ↑  القول بأن دار المحفوظات العمومية هي ثاني أو ثالث أو حتى رابع أقدم دار محفوظات في العالم غير صحيح، فقد سبقها العديد؛ الأرشيف العام لتاج أراجون في إسبانيا (1318) والأرشيف البرتغالي (1378) والأرشيف العام لسيمانكاس بإسبانيا (1540) وأرشيف الفاتيكان السري (1612) والأرشيف الوطني السويدي (1618) وأرشيف الدولة النمساوية (1749) والأرشيف الوطني المجري (1756) والأرشيف الكرواتي (1763) ودار المحفوظات الإسبانية أو الأرشيف العام لجزر الهند (1795) والأرشيف الفيدرالي السويسري (1798) والأرشيف الوطني الفرنسي (1790) وأرشيف جمعية ماساتشوستس التاريخية (1791) والأرشيف الهولندي (1802) ودار المحفوظات المركزية في بولندا (1808) والأرشيف الوطني لموريشيوس (1815) والأرشيف العام لفنلندا (1816) والأرشيف النرويجي (1817) والأرشيف الوطني لإندونيسيا (1819) والأرشيف العام للأمة في الأرجنتين (1821) والأرشيف العام للأمة في الأوروغواي (1827). للاستزادة طالع قائمة الأرشيفات العامة حسب الدولة [الإنجليزية].